# Rorippa curvisiliqua
Rorippa curvisiliqua är en korsblommig växtart som först beskrevs av William Jackson Hooker, och fick sitt nu gällande namn av Charles Bessey och Nathaniel Lord Britton. Rorippa curvisiliqua ingår i släktet fränen, och familjen korsblommiga växter. Inga underarter finns listade i Catalogue of Life.

## Bildgalleri

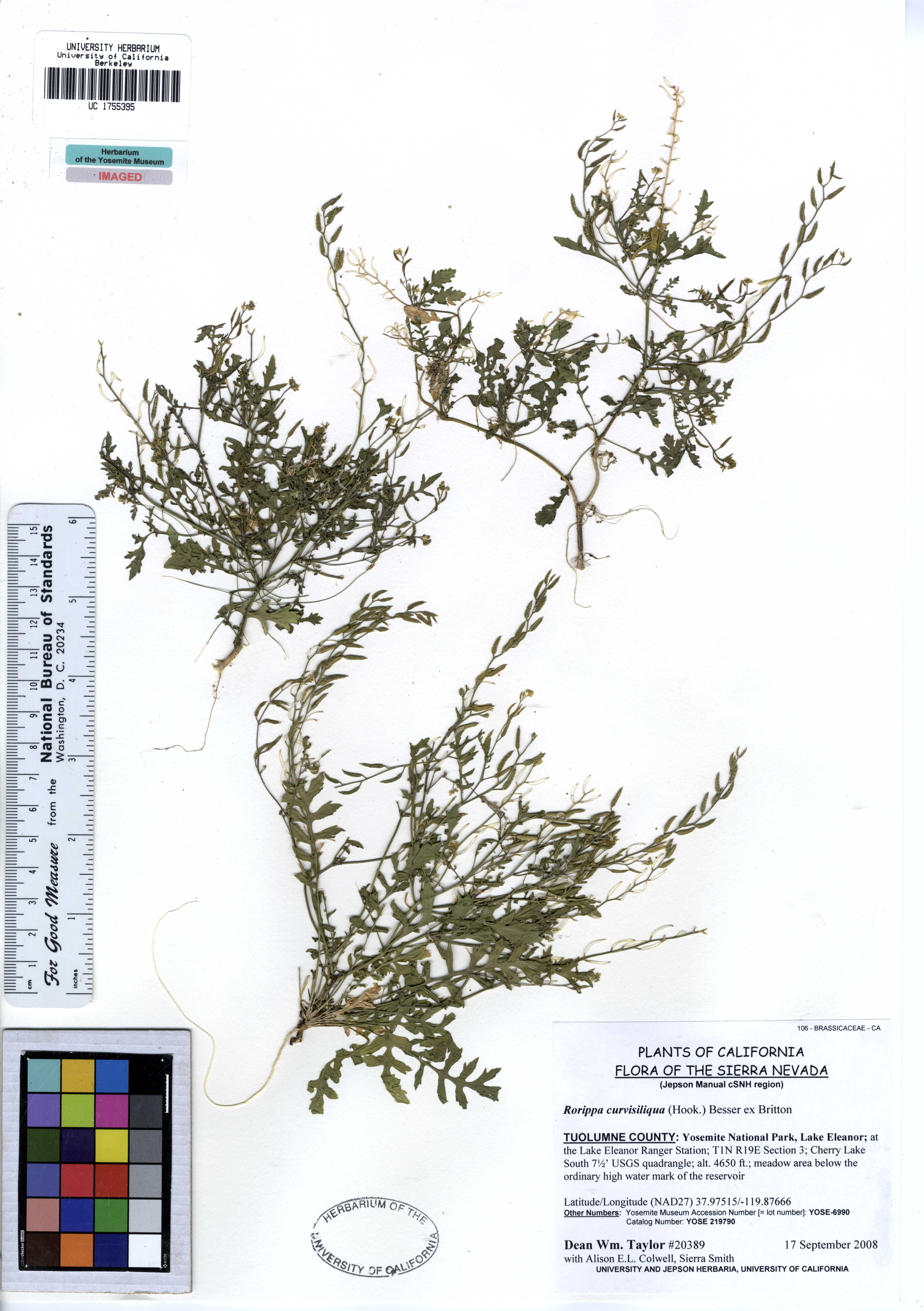